# Postrzałkowate
Postrzałkowate, postrzałki (Pedetidae) – rodzina ssaków z infrarzędu wiewiórolotkowych (Anomaluromorphi) w obrębie rzędu gryzoni (Rodentia).

## Zasięg występowania
Rodzina obejmuje gatunki występujące w Afryce.

## Podział systematyczny
Do rodziny należy jeden występujący współcześnie rodzaj:
- Pedetes Illiger, 1811 – postrzałka

Opisano również rodzaje wymarłe:
- Megapedetes MacInnes, 1957[11]
- Oldrichpedetes Pickford & Mein, 2011[18]
- Propedetes Mein & Pickford, 2008[19]
- Rusingapedetes Pickford & Mein, 2011[20] – jedynym przedstawicielem był Rusingapedetes tsujikawai Pickford & Mein, 2011